# Autores.uy
Autores.uy (انگلیسی: Autores.uy) یک پایگاه داده‌است توسط کشور اروگوئه است که با مجوز کرییتیو کامنز منتشر می‌شود Biblioteca Nacional de Uruguay از آن پشتیبانی می‌کند.
هدف اصلی آن فراهم کردن اطلاعات در رابطه با وضعیت کپی‌رایت نویسندگان اروگوئه برای شناسایی آثار آن به صورت مالکیت عمومی، و برای دیجیتالی کردن و عمومی کردن این آثار است.